# Laplandskrigen
Laplandskrigen fandt sted i Finlands nordligste provins, Lapland, mellem september 1944 og april 1945, og omfattede en række stridigheder mellem Finland og Tyskland.
Allerede i sommeren 1943 begyndte den tyske overkommando at udfærdige planer for den eventuelle situation at Finland ville indgå en selvstændig fredsaftale med Sovjetunionen. Tyskerne planlagde i så fald at trække deres styrker tilbage mod nord for at beskytte de finske nikkelminer nær Petsamo. I vinteren 1943-1944 forbedrede tyskerne vejene fra det nordlige Norge til det nordlige Finland ved brug af krigsfanger. Mange af disse fanger var blevet taget til fange i Sydeuropa og bar sommeruniform, og en del af dem omkom derfor i vinterkulden. Tyskland opbyggede herudover depoter i området og var derfor forberedt da Fortsættelseskrigen sluttede med at Finland indgik våbenstilstand med Sovjetunionen i september 1944.
Tyskland havde på daværende tidspunkt ca 200.000 mand koncentreret i det nordlige Finland, heraf cirka halvdelen i Petsamo-området. De resterende styrker befandt sig på den såkaldte Salla-front. Tyskernes hovedopgave i det nordlige Finland var fra krigens udbrud i 1941 først og fremmest at erobre Murmansk samt at afskære jernbanen syd på. Mange af de tyske soldater var uddannet i Østrig og det sydlige Tyskland, og enhederne bestod blandt andet af bjergjægertropper.
Mens tyske landtropper trak sig tilbage nordover, minerede den tyske flåde søvejene til Finland, og gennem Operation Tanne Ost forsøgte tyskerne at erobre øen Hogland i den Finske Bugt. Selvom nogle tyske og finske officerer forsøgte at organisere en forholdsvis fredelig tilbagetrækning, udbrød der kampe mellem tyske og finske styrker – endda før den sovjetisk-finske våbenhvile var blevet underskrevet. Kampene blev forstærket, da finnerne forsøgte at leve op til det sovjetiske krav om at alle tyske tropper skulle forlade Finland. Finnernes opgave blev yderligere besværliggjort ved at størstedelen af de finske væbnede styrker samtidig skulle demobiliseres. Retningslinjerne kom fra den allierede kontrolkommissionen, som i september 1944 tillige besluttede, at alle tyske og ungarske medborgere i Finland skulle interneres, og at deres ejendom skulle overdrages til Sovjetunionen. Mænd, kvinder og børn blev sat i lejre. Fra tysk side opstod naturligvis også en besynderlig situation, da de tidligere allierede så at sige over en nat vendte deres, ofte tyske våben, mod dem. De finske tropper var således kort forinden blevet udrustet med tyske maskingeværer af bedste mærke.
Den finske general Hjalmar Siilasvuo, som havde sejret ved Slaget ved Suomussalmi, ledede operationen mod tyskerne, og i oktober og november 1944 var de tyske tropper drevet ud af det meste af det nordlige Finland. De tyske tropper, som førtes af general Lothar Rendulic, anvendte den brændte jords taktik under tilbagetrækningen og ødelagde store dele af det nordlige Finland. Mere end en tredjedel af boligerne i området blev ødelagt, og provinshovedstaden Rovaniemi blev brændt helt ned.
Den tyske tilbagetrækning mot Nordnorge gik langsomt, i første omgang i retning af den strategisk beliggende by Rovaniemi. Ud over mangel på køretøjer gjorde efterårsregnen at vejene hurtigt omdannedes til pløre under transporterne af køretøjer, heste, vogne med materiel og forplejning samt ikke mindst alle de til fods vandrende soldater. Den tyske flystøtte var svag. Langs retræteruterne gjorde tyskerne brug af befæstede forsinkelsesstillinger længst bag i kolonnerne for at svække den finske fremrykning. Taktikken blev anvendt med stor dygtighed og opnåede sit formål. For de finske soldater rådede tillige en vedvarende minefare.
Knudepunktet i retræten var Rovaniemi, hvor de to hovedveje mod Ivalo i nord og Muonio i nordvest udgik. Her forsøgte tyskerne at spise, hvile sig og sove samt proviantere for at kunne overkomme at fortsætte nord på mod koldere områder. En stor opgave i Rovaniemi var også at forsinke de finsk tropper, mens så mange tyskere som muligt kunne starte afrejsen nord på. For at opnå disse mål anvendtes sprængning af broer, bygninger og veje samt minering. Det var den så kaldte brændte jords taktik, som blev bragt i ny anvendelse. Den 16. oktober 1944 genvandt finnerne kontrollen over Rovaniemi.
De tyske tropper under generaloberst Lothar Rendulic afbrændte store dele af det land, de drog sig tilbage fra. Mere end en tredjedel af bosætningerne i området blev ødelagt, og residensstaden Rovaniemi brandtes ned til grunden. Ud over de materielle tab (skaderne skønnedes til 300 millioner dollar (1945 års kurs), blev omkring 100.000 indbyggere flygtninge, hvilket yderligere vanskeliggjorde genopbygningsarbejdet efter krigen. Rendulic blev af de allierede dømt for krigsforbrydelser til tyve års fængsel.
Hvis den finske jagt på de retirerende tyskere var svag lige efter våbenhvilen med Sovjet i begyndelsen af september, blev den ganske hurtigt stærkere. Den 1. oktober gennemførte finnerne en overraskende landgang med 12.500 mand i ryggen på tyskerne i Torneå. Den risikofyldte operation med ubevæbnede skibe skete med held, eftersom vejret var så dårligt at Stuka-bombeflyene i Kemi ikke kunne flyve, og det tyske batteri på Laivasaari ikke kunne se skibene. I Röyttä havn fandtes der heller ingen tyske tropper. Hårde kampe i Torneåområdet krævede 400 døde på den finske side og mindst 500-1.000 døde på den tyske inden tyskerne trak sig tilbage. Derefter fortsatte man forfølgelsen op langs Tornedalen mod Muonio.
De sidste tyske tropper blev uddrevet i april 1945. Tabstallene i Laplandskrigen skønnes at have været 1.000 på den finske side og ca. 2.000 blandt de tyske tropper.